# Metassamia bihemisphaerica
Metassamia bihemisphaerica is een hooiwagen uit de familie Assamiidae.